# William Waldorf Astor, 1.º Visconde Astor
William Waldorf "Willy" Astor (Nova Iorque, 31 de março de 1848 — Brighton, East Sussex, 18 de outubro de 1919) foi um rico advogado, político, empresário e editor de jornal americano. Ele se mudou com sua família para a Inglaterra em 1891, tornou-se cidadão britânico em 1899, e foi feito Par do Reino em 1916 por suas contribuições para instituições de caridade de guerra. Foi membro proeminente da família Astor.

## Início da vida e educação
William Waldorf Astor nasceu em Nova Iorque. Foi o filho único do financista e filantropo John Jacob Astor III (1822-1890) e de Charlotte Augusta Gibbes (1825-1887). Sua infância foi passada na Alemanha e Itália sob os cuidados de professores particulares e uma governanta. Cresceu cercado por uma criadagem fria e distante.
No início de sua fase adulta, Astor retornou para os Estados Unidos e começou a estudar na Columbia Law School. Concluiu o curso de Direito em 1875. Trabalhou por um curto período de tempo na prática do Direito e na gestão do patrimônio, das participações financeiras e imobiliárias de seu pai.

## Política
Depois de algum tempo no exercício da advocacia, Astor pensou que havia encontrado sua verdadeira vocação e uma oportunidade para fazer um nome para si mesmo fora da fortuna de sua família, ao ingressar no campo político. Em 1877, com os olhos postos no Congresso dos Estados Unidos, Astor entrou para a política de Nova York como um representante do Partido Republicano.
Foi eleito membro da Assembleia do Estado de Nova York (Nova York Co., 11ª D.) na eleição de 1878; e do Senado do Estado de Nova York (10º D.) nas eleições de 1880 e 1881. Astor provavelmente foi apoiado pelo chefe da máquina de estado republicano de Nova York, o famoso Roscoe Conkling, com quem sua família se envolveu.
Em 1881, Astor foi derrotado por Roswell P. Flower na disputa para o Congresso dos Estados Unidos. Uma segunda tentativa também resultou em fracasso. Astor não poderia competir com seu adversário democrata, Flower, e sua natureza tímida não o habilitavam a lidar com os ataques políticos sobre seu caráter. Este foi o fim de sua carreira política. A imprensa usou seus fracassos políticos como forragem para críticas mais duras. A imprensa já havia publicado a sua vasta herança.
A cobertura de suas derrotas políticas enfraqueceu seu desejo de permanecer nos Estados Unidos. Em 1882, o presidente Chester Alan Arthur nomeou Astor Ministro para a Itália, cargo que ocupou até 1885. Ele disse a Astor: "Vá e divirta-se, meu caro rapaz". Enquanto morou em Roma, Astor desenvolveu uma paixão pela arte e escultura.
Após a morte de seu pai, em fevereiro de 1890, Astor herdou uma fortuna pessoal que fez dele o homem mais rico da América. Naquele ano, iniciou a construção do luxuoso Waldorf Hotel, construído no local de sua antiga residência. Seu primo e rival, coronel John Jacob "Jack" Astor IV (1864-1912), construiu o adjacente Astoria Hotel em 1897, e o complexo se tornou o Waldorf–Astoria Hotel.

## Mudança para a Inglaterra
Em 1891, Astor se envolveu em uma briga familiar com a socialite Caroline Webster "Lina" Schermerhorn (1830-1908), esposa de seu tio, o empresário William Backhouse Astor, Jr. (1829-1892) e mãe de seu primo e rival Jack. Para dar término à discussão, Willy se mudou com sua esposa e filhos para a Inglaterra. Morou de aluguel na Lansdowne House em Londres até 1893. Naquele ano, comprou uma propriedade rural em Cliveden-on-Thames em Taplow, Buckinghamshire do Duque de Westminster.
Para ficar afastado da vista do público, no verão de 1892, Astor forjou sua própria morte divulgando uma nota para os repórteres americanos de que ele havia morrido, aparentemente de pneumonia. Porém, o ardil foi logo descoberto, e Astor foi ridicularizado pela imprensa.
Em 1895 Astor comprou a mansão em estilo gótico em Victoria Embankment, Two Temple Place, com vista para o rio Tâmisa. Contratou uma grande reforma de 1,5 milhões de dólares no que viria a se tornar um "reduto Tudor" para o gerenciamento de suas propriedades.
Astor fez várias aquisições de negócios, enquanto viveu em Londres. Em 1892, comprou a Pall Mall Gazette, e em 1893 fundou The Pall Mall Magazine. Em 1911, adquiriu The Observer. Em 1912 vendeu a Magazine, e em 1914 deu de presente a Gazette e The Observer, com os edifícios na Newton Street e seu conteúdo, a seu filho Waldorf Astor.
Em 1903 adquiriu o Hever Castle perto de Edenbridge, Kent cerca de 30 quilômetros ao sul de Londres. A enorme propriedade construída em 1270 foi o local onde Ana Bolena viveu quando criança. Astor investiu muito tempo e dinheiro para restaurar o castelo, construindo o que é conhecido como a "Tudor Village," criando um lago e jardins luxuriantes. Adicionou também o Jardim Italiano (incluindo o cultivo de samambaias) para expor a sua coleção de estátuas e ornamentos.
Em 1906, Astor deu a seu filho mais velho Waldorf Astor e sua nova nora, Nancy Witcher Langhorne, a propriedade de Cliveden como presente de casamento.
Em 1908, inaugurou o Hotel Waldorf no West End de Londres, para criar um hotel de estilo americano na Inglaterra.

### Filantropia e nobreza
Tendo-se tornado um cidadão inglês em 1899, Astor se interessou em ganhar uma distinção social inglesa. Entre as instituições de caridade beneficiadas por suas doações estavam: Great Ormond Street Hospital (doou 250.000 dólares em 1903); University College London; o Fundo para a Pesquisa do Câncer; Universidade de Oxford; Universidade de Cambridge; a Sociedade Nacional para a Prevenção da Crueldade contra Crianças; a Cruz Vermelha Britânica; Gordon Memorial College, Khartoum; a Associação das Famílias de Soldados e Marinheiros; e o Memorial da Mulher à rainha Vitória. Suas doações para as instituições de caridade de guerra incluíram 125.000 dólares para o Fundo de Assistência Nacional do Príncipe de Gales; uma quantidade similar ao Fundo das Famílias dos Oficiais da princesa Luísa; 200.000 dólares para a Sociedade da Cruz Vermelha Britânica; 25.000 dólares para o Comitê de Emprego da Rainha Maria. Doou 5.000 dólares para o Fundo do Hospital Rei Eduardo anualmente a partir de sua fundação em 1897.
Tais doações eram frequentemente homenageadas com a concessão de um título de nobreza para o benfeitor. Em 1 de janeiro de 1916, foi-lhe oferecido e aceito um pariato do Reino Unido sob o título de Barão Astor do Castelo Hever, no condado de Kent. Em 3 de junho de 1917, foi elevado à categoria de Visconde. A elevação foi controversa; muitos sentiram que um americano rico tinha comprado o seu caminho para a aristocracia inglesa.

## Casamento e família
Em 1878, com a idade de trinta anos, casou-se com Mary Dahlgren Paul (1858-1894). Eles tiveram cinco filhos:
1. Waldorf Astor (1879—1952), casou com a viscondessa Nancy Witcher Langhorne (1879—1964) em 1906. Tiveram cinco filhos.
2. Pauline Astor (1880—1972), casou com o militar/político Herbert Henry Spender-Clay (1875—1937) em 1904. Tiveram três filhas.
3. John Rudolph Astor (1881).
4. John Jacob Astor (1886—1971) casou com a socialite Violet Mary Elliot-Murray-Kynynmound (1889—1965) em 1916. Tiveram três filhos.
5. Gwendolyn Enid Astor (1889—1902), não teve filhos

## Morte
Nos meses que antecederam sua morte, Astor foi criticado mais uma vez na imprensa: sua mudança para a Inglaterra, o seu apoio à paz durante a Primeira Guerra Mundial e o seu título de nobreza. Willy era novamente vítima de imprensa. Depois de ir para o exílio auto-imposto, ele morreu de forma inesperada insuficiência cardíaca no banheiro de sua residência em Brighton, Sussex. Suas cinzas foram enterradas sob o piso de mármore da capela em Cliveden.